# 菲加尼耶尔
菲加尼耶尔（法語：Figanières，法語發音：[fiɡanjɛʁ]）是法国普罗旺斯-阿尔卑斯-蓝色海岸大区瓦尔省的一个市镇，属于德拉吉尼昂区。

## 地理
菲加尼耶尔（43°34'7"N, 6°29'50"E）面积28.17 平方千米，位于法国普罗旺斯-阿尔卑斯-蓝色海岸大区瓦尔省，该省份为法国东南部沿海省份，北起上普罗旺斯阿尔卑斯省，西北角与沃克吕兹省接壤，西接罗讷河口省，南濒地中海，东临滨海阿尔卑斯省。
与菲加尼耶尔接壤的市镇（或旧市镇、城区）包括：德拉吉尼昂、卡拉斯、沙托杜布勒、蒙费拉、拉莫特。

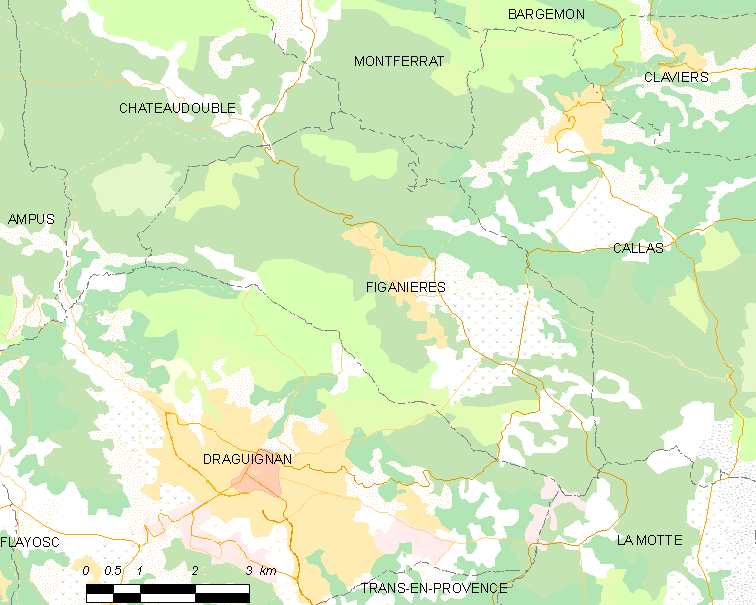
菲加尼耶尔的OSM定位图

菲加尼耶尔的时区为UTC+01:00、UTC+02:00（夏令时）。

## 行政
菲加尼耶尔的邮政编码为83830，INSEE市镇编码为83056。

## 政治
菲加尼耶尔所属的省级选区为弗拉约斯克县。

## 人口

1962-2008年间菲加尼耶尔人口变化图示

菲加尼耶尔于2022年1月1日时的人口数量为2683人。